# Världsmästerskapen i parkour
Världsmästerskapen i parkour är ett internationellt mästerskap i parkour som årligen arrangeras av Fédération Internationale de Gymnastique (FIG) sedan 2022.

## Upplagor
| Upplaga | År   | Ort        | Land  |
| ------- | ---- | ---------- | ----- |
| 1       | 2022 | Tokyo      | Japan |
| 2       | 2024 | Kitakyūshū | Japan |

## Medaljtabell
- Uppdaterad efter Kitakyūshū 2024.

| Nr                   | Nation               | Guld | Silver | Brons | Totalt |
| -------------------- | -------------------- | ---- | ------ | ----- | ------ |
| 1                    | Mexiko (MEX)         | 2    | 1      | 0     | 3      |
| 2                    | Sverige (SWE)        | 2    | 0      | 1     | 3      |
| 3                    | Kina (CHN)           | 1    | 1      | 0     | 2      |
| 4                    | Grekland (GRE)       | 1    | 0      | 0     | 1      |
| 4                    | Schweiz (SUI)        | 1    | 0      | 0     | 1      |
| 4                    | Ukraina (UKR)        | 1    | 0      | 0     | 1      |
| 7                    | Italien (ITA)        | 0    | 2      | 1     | 3      |
| 8                    | Japan (JPN)          | 0    | 2      | 0     | 2      |
| 9                    | USA (USA)            | 0    | 1      | 1     | 2      |
| 10                   | Spanien (ESP)        | 0    | 1      | 0     | 1      |
| 11                   | Nederländerna (NED)  | 0    | 0      | 2     | 2      |
| 11                   | Tjeckien (CZE)       | 0    | 0      | 2     | 2      |
| 13                   | Frankrike (FRA)      | 0    | 0      | 1     | 1      |
| Totalt (13 nationer) | Totalt (13 nationer) | 8    | 8      | 8     | 24     |